# Rhagonycha interpositus
Rhagonycha interpositus es una especie de coleóptero de la familia Cantharidae.

## Distribución geográfica
Habita en los Balcanes.